# Teógenes de Tasos

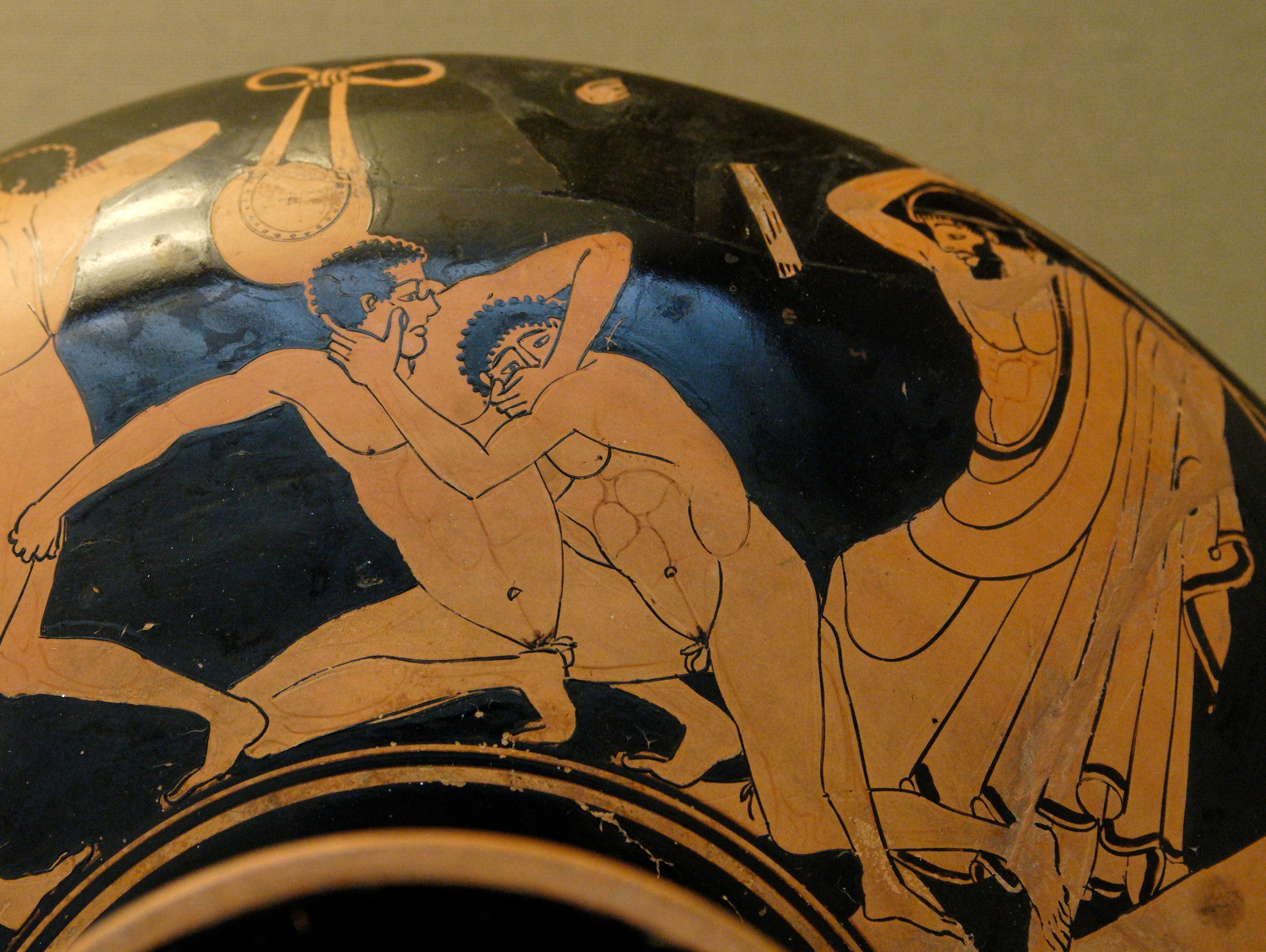
O Pancrácio foi uma das modalidades em que Teógenes lutava nos jogos olímpicos gregos.

Teógenes de Tasos (em grego clássico: Θεαγένης; romaniz.: Theagénes) era um atleta grego nativo de Tasos, filho de Timóstenes. Era famoso por sua força e velocidade extraordinária. Os habitantes de Tasos disseram que Teógenes não era filho Timóstenes, mas ele era um sacerdote local de Héracles, e o espírito do herói com o aparecimento de Timóstenes deitou-se com a mãe de Teógenes.

## Vida
Aos nove anos de idade, indo da escola para sua casa, Teógenes gostou da imagem de bronze de um deus que foi oferecido na ágora, puxou-a e assumindo a estátua pesada, ele a levou para casa. Ele ressaltou em todos os tipos de esportes atléticos, e teve várias vitórias nos Jogos Olímpicos, nos Píticos: teve três vitórias no boxe, nove da Nemeia e dez no istmo entre o boxe e o pancrácio.
Em Ftia (Tessália), propôs-se a distinguir de outros outros no boxe e o pancrácio com disciplinas e vitórias a longo prazo. Ele ganhou um total de 1 400 coroas.
Pausânias relatou que na 74ª Olimpíada (484 a.C.), Teógenes ganhou o boxe em último, mas no pancrácio recebeu a coroa de oliveira porque helanódicas decidiu que na competição de boxe ele abusou dessa imposta  multa de um talento, por isso ele teve de pagar dinheiro no Olimpíada 76 (480 a.C.).

### Estátua e morte
A curiosa história é contada sobre uma estátua de Teógenes feita por Gláucias Egina: Quando Teógenes morreu, um de seus inimigos na vida passou a noite ao lado de sua estátua e bateu como se ele estivesse abusando de Teógenes. A estátua caiu sobre ele e ele morreu. Os filhos do morto acusaram aos tribunais a estátua de assassinato. Tasos foi jogada ao mar de acordo com as leis de Draco e seu exílio e disposição objetos inanimados foram pela queda de matar um homem.

### Crença
Como a terra de Tasos parou de dar frutos, a pitonisa de Delfos foi ordenada por um oráculo para recuperar a estátua de Teógenes. Alguns pescadores foram pegos com a rede e a estátua foi oferendada no local onde foi originalmente construída e, posteriormente, eles fizeram sacrifícios como se fosse a um Deus. Muitas outras estátuas foram erguidas em outros lugares, e é dito que Teógenes cura doenças e recebe honras dos nativos.